# Котев, Кирил
Кирил Котев (болг. Кирил Котев; род. 18 апреля 1982[…] или 8 апреля 1982, София) — болгарский футболист, игравший на позиции центрального защитника.

## Клубная карьера
В 16 лет Котев стал игроком «Велбажда». В 2002 году Котев подписал контракт с «Локомотивом» из Пловдива, с которым стал национальным чемпионом и обладателем национального суперкубка в 2004 году.
В январе 2005 года Котев подписал четырёхлетний контракт со столичным ЦСКА на сумму 100000 € София. Он стал играть чаще после ухода Александра Тунчева и Валентина Ильева летом 2008 года.
5 июня 2013 года Котев подписал контракт с «Черно море». Он быстро стал главным игроком и был капитаном команды в феврале 2014 года. Он покинул клуб после того, как его контракт истек в конце сезона 2014/15. 26 мая было объявлено, что Котев покинет клуб и не будет включен в состав на финал Кубка Болгарии 2014/15.
24 июня 2015 года Котев подписал однолетний контракт с пловдивским «Локомотивом». Он покинул его 15 июня 2017 года.
7 июля 2017 года Котев стал игроком «ЦСКА 1948» из третьего дивизиона Болгарии.

## Карьера в сборной
Дебют за национальной сборную Болгарии состоялся 28 апреля 2004 года в товарищеском матче против сборной Камеруна (3:0). Был включён в состав на чемпионат Европы 2004 в Португалии. Всего Котев за сборную сыграл 13 матчей и забил 1 гол.

## Достижения

### «Локомотив» (София)
- Чемпион Болгарии: 2003/04
- Обладатель Суперкубка Болгарии: 2004

### ЦСКА (София)
- Чемпион Болгарии: 2007/08
- Обладатель Кубка Болгарии: 2005/06
- Обладатель Суперкубка Болгарии: 2006, 2008